# 空飛ぶほうき
『空飛ぶほうき』（そらとぶほうき、The Flying Sorceress、1956年1月27日）はトムとジェリーの作品のひとつ。

## スタッフ
- 製作・監督 - ウィリアム・ハンナ　ジョセフ・バーベラ
- 作画 - ケネス・ミューズ　エド・バージ　アーヴン・スペンス　ルイス・マーシャル
- レイアウト - ディック・ビッケンバック
- 背景 - ロバート・ジェントル
- 音楽 - スコット・ブラッドリー

## 作品内容
ジェリーとのドタバタの末に皿を壊したトムは奥様に𠮟られ、箒を持たされ掃除をさせられている。ウンザリしながらふと傍らのテーブルに目をやると、上に置かれていた新聞には「年配の女性が、旅のお供をしてくれる賢いネコを探しています」との広告が。
日ごろの生活に飽き飽きしていたトムはこれ幸いとばかりに家出を決め込む。早速載せられていた住所を尋ねるが、そこにあったのは見るも不気味なあばら屋敷。周囲は晴れていてもそこだけは雨が降っている。トムが恐る恐る押した呼び鈴は重々しく鳴り、その音に呼ばれて現れた「年配の女性」は箒に乗った魔女だった。彼女は使い魔としてのネコを求めていたのである。
まずは面接試験とばかりに魔女に連れられ、箒に載せられて散々もてあそばれるトム。一応「合格」との知らせを受けたが、庭にはトムの悪友ブッチを含む先代ネコたちの墓、与えられたベッドは棺桶……。
こんなところにはいられないと、空飛ぶ箒にまたがって逃げ出したトム。魔女以外の者でも、箒を使いこなすことは出来るらしい。たちまちトムはもとの家に帰りつくと、箒を操ってジェリーに仕返しをする。
満足したトムだが、箒はいつのまにか、トムを乗せたまま本来の主人の元へと帰り着いてしまった。箒を乗り逃げされた魔女は激怒し、「いい度胸してるじゃないか！そんなに乗りたいなら乗せてやる！」と、箒に術をかけて散々にトムを痛めつける。
トムが暴れまわる箒に必死になってしがみ付いていると、「いつまで寝てるのよ！ちゃんと掃除しなさい！」との奥様の声。目をあけると、そこは元の家だった。どうやら壊れた食器を掃除しているうちに、眠って夢を見ていたらしい。とりあえず一安心したトムは、面白半分に箒にまたがって横腹を蹴ってみる。
ありえないことに、たちまちのうちに箒はトムを乗せ、空高く舞い上がっていった。その有様をあきれながら眺めるジェリーと「目を離すと、すぐ飛び回るんだから」と言う奥様であった。

## 登場キャラクター
トム
声 - 八代駿（TBS版）/肝付兼太（新吹き替え）
ジェリーを追いかけているうちに食器を壊したため飼い主に𠮟られ、掃除させられる。そんな日々にウンザリし、新聞の広告を見て魔女の使い魔となる。さらに魔女から箒を盗み出し、それを使ってジェリーに仕返しするが、魔女に見つかり魔法で痛めつけられてしまう。しかし、今までの出来事が夢だとわかり、箒に乗るとまるで正夢のように箒ごとどこかへ飛んでいってしまった。
ジェリー
声 - 藤田淑子（TBS版）/堀絢子（新吹き替え）
いつものようにトムをからかうが、トムが箒に乗って戻ってきたことに目を丸くし、いいようにやられてしまう。その後、箒に乗って飛び回るトムを呆れて見るしかなかった。
主人（女性）
　声 - 荘司美代子（TBS版）/滝沢ロコ（新吹き替え）
トムの飼い主。冒頭とラストに登場。食器を壊したトムに掃除を命じる。その後、寝ぼけていたトムをたたき起こして再び掃除させるが、トムが箒に乗って飛び逃げする姿をジェリーと一緒に呆れながら見るしかなかった。
魔女
　声 - 荘司美代子（TBS版）/滝沢ロコ（新吹き替え）
トムの新しい飼い主になった魔女。トムを使い魔として雇うが、トムが勝手に箒を乗ったことに激怒、魔法をかけて懲らしめる。

## 備考
OPのタイトルカードのデザインとエンドカードのデザインが一新された。

## 日本でのテレビ放映
TBS系および他系列で1964年〜1990年頃まで時折放映された。